# Андрес Уртадо де Мендоса

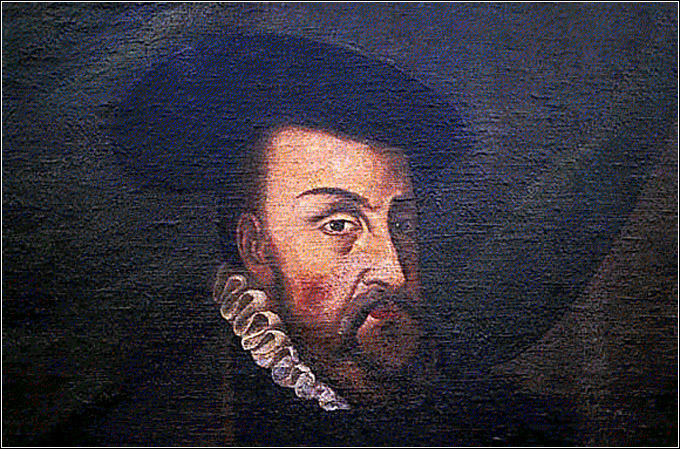
Портрет Андреса Уртадо де Мендоса

Андрес Уртадо де Мендоса, 3-й маркіз Каньєте (ісп. Andrés Hurtado de Mendoza y Cabrera, II Marqués de Cañete; близько 1500, Куенка, Іспанія — 30 березня 1561, Ліма, Перу) — іспанський дворянин, військовий і колоніальний чиновник. Віце-король Перу з 1556 по 1561 рік. Батько іншого віце-короля Перу Гарсія Уртадо де Мендоса.

## Походження та рання кар'єра
Андрес Уртадо де Мендоса народився в іспанській шляхетській впливовій родині, його батьком був Хуан Уртадо де Мендоса, губернатор Куенки, а також головний королівський мисливець Кастилії. З ранніх років Андрес Уртадо де Мендоса перебував разом із батьком, супроводжуючи його та допомагаючи йому. Він перебував на військовій службі, брав участь у військових сутичках у Гранаді, Франції та Фландрії. Також він супроводжував іспанського короля Карлоса V у військових походах у Німеччині та Фландрії.

## Віце-король Перу
Уртадо де Мендоса відплив до Америки, будучи призначеним на посаду віце-короля. 1556 року він приплив у Панаму (тоді частина Перу). У Панамі він змушений був затриматися на якийсь час для того, щоб придушити повстання рабів-утікачів. На придушення повстання він направив війська на чолі з Педро де Урсуа .
У столицю Перу Ліму новий віце-король прибув 29 червня 1555 року. Колонія на той час ще не оговталася від недавніх повстань. До нього Перу на тимчасовій основі протягом майже чотирьох років керував президент королівської аудієнції в Лімі Мельчор Браво де Саравія . Судді в королівській аудієнції мали загрузли в конфліктах та суперечках щодо переділу сфер впливу в колонії, вони з зарозумілістю та зневагою поставилися до нового віце-короля. Уртадо де Мендоса негайно подав прохання до короля для усунення від влади непримиренних до нього суддів.
У Перу на той час протистояли один одному різні угруповання конкістадорів, борючись за сфери впливу і перерозподіл доходів. У багатьох регіонах колонії час від часу зароджувалися повстання, зокрема, конкістадорів, А також і залишалися осередки опору інків . Уртадо де Мендоса вжив рішучих репресивних заходів для упокорення колонії, при ньому було страчено або вислано багато незадоволених політикою Іспанії в регіоні. Для стабілізації ситуації він створив на постійній основі військовий гарнізон у Лімі та провів ряд заходів з покращення безпеки узбережжя Перу.
Уртадо де Мендоса заснував у Лімі коледж для бідних дівчаток метисів, а також коледж у Трухільйо . Він сприяв розвиткові нещодавно заснованого університету в Лімі. Він також заснував лікарню Сан-Андрес у Лімі та помістив туди мумії Сапа Інка, Віракочі Інка, Юпанки та Вайна Капака .
У 1558 році Андрес Уртадо де Мендоса заснував місто Куенка біля стародавнього інкського королівського корду Томебампа (сучасний Еквадор). Ним були засновані міста Мендоса в Аргентині (1561) та Осорно в Чилі (1558), а також аудієнція в Чукісаку.
Того ж 1558 року віце-король надіслав кілька дослідницьких експедицій до завдань яких також входили каральні заходи проти різних банд авантюристів. Своєму давньому відданому соратнику Педро де Урсуа він доручив упокорення племен Амазонки .
Свого двадцятидворічного сина Гарсія Уртадо де Мендоса він призначив на посаду губернатора Чилі. У 1557 році португалець Енріке Гарсес в Уанкавеліці виявив поклади ртуті, необхідної для видобутку срібла.

## Відносини з індіанцями

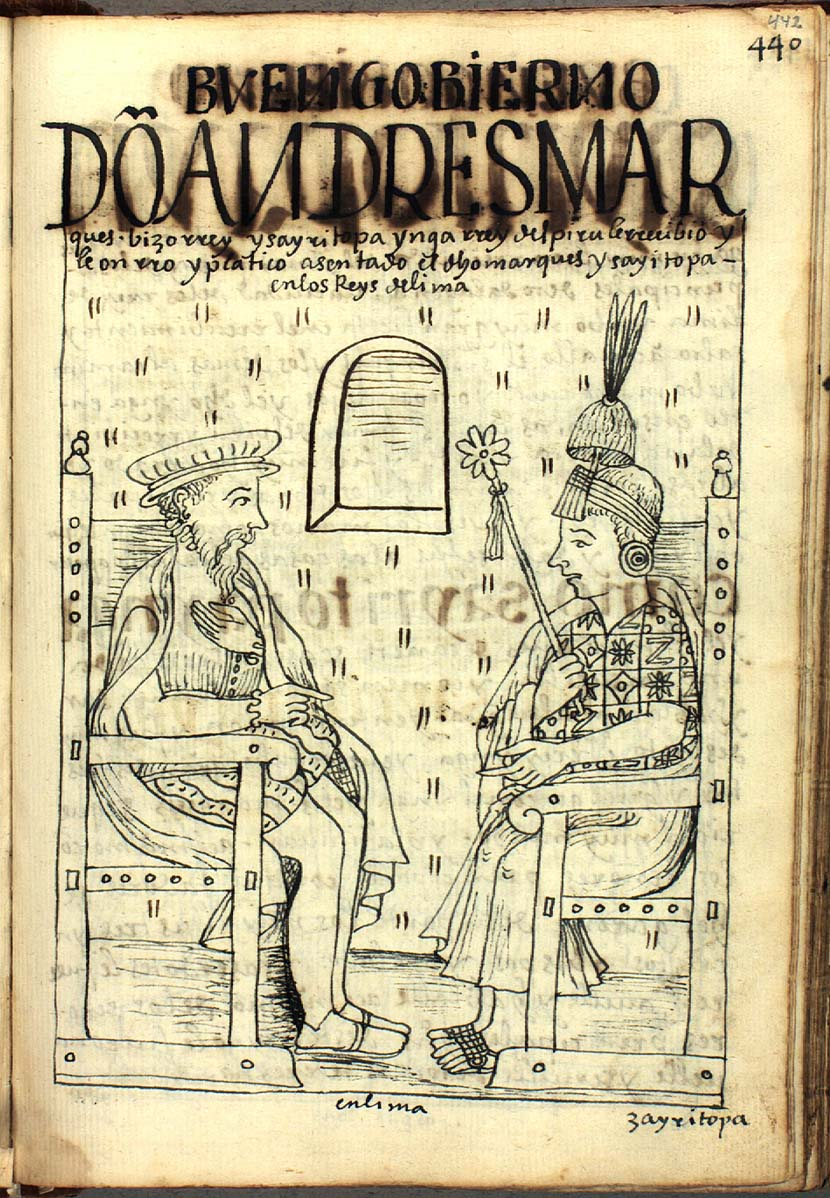
Зустріч віце-короля та Сайрі Тупака

На посаді віце-короля Уртадо де Мендоса провів зустріч із інком Сайрі Тупаком 5 січня 1560 року . Сайрі Тупак був останнім онуком Вайна Капака і був престолонаслідником Імперії інків. Віце-король зустрів Сайрі з особливими почестями, але згодом почав вимагати відмовитись від прав на спадкування престолу Імперії Інків. Сайрі Тупак погодився з вимогою іспанців, відмовився від претензій на імперію та прийняв хрещення з ім'ям Дієго, в обмін він отримання титула принца Юкай та великі грошові виплати.
За часів свого правління Уртадо де Мендоса заборонив продаж алкогольних напоїв корінному населенню колонії.

## Відставка
Незабаром численні скарги незадоволених жорстким стилем управління віце-короля змусили короля Іспанії та Португалії Філіпа II усунути Уртадо де Мендоса від управління колонією. Найбільше скаржників було серед тих, кого Уртадо вислав з колонії. Вони повернулися до Іспанії, тому віце-король не міг виправдатися перед королем. Йому на зміну король призначив Дієго Лопеса де Суньїга, який, приїхавши до Перу і, перш ніж досягти столиці, відправив віце-королю вельми нешанобливий лист. Після прочитання листа Уртадо та Мендоса захворів і помер 30 березня 1561 року, перш ніж новий віце-король досяг Ліми. Похований Уртадо де Мендос у соборі Куенкі в Іспанії.